# Cuina (revista)
Cuina és una revista mensual catalana especialitzada en gastronomia. Està publicada en català i es difon arreu dels Països Catalans. És membre de l'Associació de Publicacions Periòdiques en Català, que la defineix com a "revista de gamma alta per assaborir els plaers de la bona taula, amb una edició acurada i unes fotografies de gran qualitat".
Originalment anomenada Descobrir Cuina, va néixer l'any 2000 de la mà d'Edicions 62. L'agost del 2009 va passar a anomenar-se "Cuina" i va renovar el seu disseny. L'abril de 2010 va estrenar el seu web. Durant la temporada 2009–2010, una part de l'equip de la revista feia una secció del programa Cabaret elèctric a iCat fm.
El 2011 va estar guardonada com a millor revista en els XII Premis de l'Associació de Publicacions Periòdiques en Català (APPEC). Segons el Baròmetre de la Comunicació i la Cultura del juliol de 2011, "Cuina" és la tercera revista més llegida a Catalunya amb 62.000 lectors mensuals.